# Rzecz sama w sobie
„Rzecz sama w sobie”, noumen (gr. νοούμενoν; rzecz wyobrażona; pomyślana od nous – rozum, duch) – termin wprowadzony do filozofii przez Immanuela Kanta. Dla Kanta noumen oznaczał rzeczywistość, która istnieje niezależnie od świadomości i która nie może się stać „rzeczą dla nas” – poznawalną absolutnie.
Kant twierdził, że „rzecz sama w sobie” jest przedmiotem transcendentnym, oznacza coś, o czym nic nie wiemy ani, przy obecnym ustroju naszego intelektu, nic wiedzieć nie możemy. Według Kanta nie możemy poznać „rzeczy samej w sobie”, którą nazywa także noumenem, gdyż ludzkie poznanie dotyczy tylko fenomenów (zjawisk).